# Gare de Mervans
Gare de Mervans – przystanek kolejowy w Mervans, w departamencie Saona i Loara, w regionie Burgundia-Franche-Comté, we Francji.
Jest przystankiem kolejowym Société nationale des chemins de fer français (SNCF), obsługiwanym przez pociągi TER Bourgogne.

## Położenie
Znajduje się na wysokości 194 m n.p.m., na 382,170 km linii Dijon – Saint-Amour, pomiędzy stacjami Seurre i Louhans.

## Usługi
Jest obsługiwany przez pociągi TER Bourgogne kursujące między Dijon i Bourg-en-Bresse.